# Jean-Louis Jeanmaire
Jean-Louis Jeanmaire (Bienne, 25 marzo 1910 – Berna, 29 gennaio 1992) è stato un militare e insegnante svizzero.
Fu capo delle truppe della protezione aerea dell'esercito svizzero tra il 1969 e il 1975. Venne condannato nel 1977 a 18 anni di reclusione per spionaggio a favore dell'URSS, pena che scontò nelle patrie galere per dodici anni. Si è sempre battuto per affermare la sua innocenza e la revisione del processo. Unico caso di tradimento nella storia della confederazione, l'affare Jeanmaire costituì il tema di una pièce teatrale di Urs Widmer, Jeanmaire: ein Stück Schweiz del 1992 e di un romanzo di John Le Carré, La pace insopportabile del 1991.